# 庄司なぎさ
庄司 なぎさ（しょうじ なぎさ、2000年10月29日 - ）は、日本の女性アイドル。北海道出身。元AKB48研究生（16期）、元グループ「HARP STAR.」（ハープスター）、「ワンチャンアリーナ」を経て、2024年1月よりアソビシステムのアイドルグループSWEET STEADYのメンバー。愛称は「なぎゅ」、メンバーカラーはオレンジ。

## 来歴
- **2016年10月16日**、AKB48第16期生オーディションに合格し、仮研究生として活動開始。[3]
- **2018年11月4日**、学業との両立困難を理由にAKB48を卒業。[4]
- **2019年3月～2020年4月**、「ハープスター」のメンバーとして活動。[5]
- **2020年11月30日～2022年3月**、「ワンチャンアリーナ」メンバーとして活動。[6]
- **2023年11月**、「KAWAII LAB. MATES」のメンバーとして活動開始。[7]
- **2024年1月23日**、「SWEET STEADY」結成と同時にメンバーとして発表。[8]

## 人物
- 愛称は「なぎゅ」。自身のX（旧Twitter）でも親しみを込めて使用。[9]
- 特技はチアダンス、絵を描くこと。趣味はドラマ鑑賞。[10]
- チームA劇場時代には写真会で「手作りの飾り」を持ち込むなど、ファン思いな一面も注目された。[11]

## SNS
- **Instagram**：公式アカウント `@nagyuuu_official`、フォロワー約20,000人（2025年時点）。[12]
- **X（旧Twitter）**：アカウント `@nagisa_ss1029`。[13]
- **TikTok**：アカウント `@nagyu_official`。[14]

## 出演
ライブ・イベント
- SWEET STEADYとしてのデビュー後のライブ・ツアーなどの出演はグループページを参照。

その他の活動
- **2025年3月12日**、かつて所属していたAKB48劇場を訪問したことをXで報告。ファンから反響あり。[15]